# Slavín (Bratysława)
Slavín – pomnik żołnierzy radzieckich i jedyny działający cmentarz wojenny w Bratysławie.
Pomnik wzniesiono w latach 1957–1960, a uroczyste odsłonięcie nastąpiło przy okazji 15. rocznicy zajęcia miasta przez Armię Czerwoną, 3 kwietnia 1960 roku. Autorem projektu statui jest słowacki rzeźbiarz i architekt Ján Svetlík. W roku 1962 uznano Slavín za pomnik kultury narodowej Czechosłowacji.
W sześciu zbiorowych i 278 indywidualnych grobach pochowano 6845 żołnierzy Armii Czerwonej, którzy zginęli podczas walk o miasto w trakcie II wojny światowej w kwietniu 1945 r.

## Położenie
Slavín znajduje się na przedgórzu Małych Karpat i stanowi jedną z atrakcji turystycznych Bratysławy. Ze względu na swoją lokalizację jest też popularnym punktem widokowym, jako że z jego tarasu rozciąga się piękny widok na całą Bratysławę.
Z trzech rund konkursu na bratysławski Slavín zwycięsko wyszedł projekt Jána Svetlíka, który powstał we współpracy z zespołem wykonawców: Tibor Bártfay, Jozef Kostka, Rudolf Pribiš, Ján Kulich, Ladislav Snopek, Alexander Trizuljak, Juraj Kren i Dezider Castiglione.
Cały plan uwzględnia istniejące już wcześniej groby poległych żołnierzy. Zanim dotrze się do terenu dominującego obelisku, uwagę zwracają olbrzymie stopnie, przy czym zasadnicza oś wyznaczona jest przez rząd kwater, z których każda jest ozdobiona własnym pomnikiem. Aleja ta potęguje efekt centralnego monumentu głównego. Oś całego kompleksu skierowana jest w taki sposób, że bezpośrednio za nim otwiera się panoramiczny widok na Bratysławę.

## Monument
Centralną część pomnika tworzy uroczysta sala, której element stanowi wysoka na 39,5 m statua w kształcie obelisku. Na jego szczycie znajduje się posąg radzieckiego żołnierza zatykającego flagę, autorstwa słowackiego rzeźbiarza Alexandra Trizuljaka.
Kasetonowe drzwi wejściowe do uroczystej sali wykładanej marmurem, od zewnętrznej strony ozdobione są zbiorem brązowych płaskorzeźb autorstwa Rudolfa Pribiša, przypominających trudy II wojny światowej. Na ścianach sali wyryte są nazwy słowackich miast z datami ich zajęcia przez Armię Czerwoną. Oprócz tego na ścianie znajduje się epitafium następującej treści:
Ty, ktorý vchádzaš sem odožen bôľ a súcit
nech kropky tvojich sĺz nezvonia o mohyly
za hrdosť človeka za život ľudstva súci
za tvoju jasnú tvár my smrť sme podstúpili,
co w wolnym tłumaczeniu oznacza Ty, który wchodzisz, odłóż ból i współczucie, niech krople twoich łez nie dzwonią o mogiły, za dumę człowieczą, za życie ludzi godne, za twoją jasną twarz ponieśliśmy śmierć.

## Teren
Teren dookoła głównego monumentu pełen jest innych pomników autorstwa licznych słowackich rzeźbiarzy XX wieku: Ladislava Snopka, Tibora Bártfaya, Jána Kulicha, Jozefa Kostku i Jána Svetlíka.
Na liczącym 10 000 metrów kwadratowych terenie kompleksu znajdują się posągi Po boji (Po walce) Jána Kulicha, Nad hrobom spolubojovníka (Nad grobem współwalczącego) Tibora Bártfaya, Súsošie vďaky (Posąg podziekowania) Jozefa Kostki, a przy wejściu na teren cmentarza pomnik Prísaha na bojovú zástavu (Przysięga na bitewny sztandar) Ladislava Snopka.
Slavín jest miejscem, w które podczas wizyty w socjalistycznej Czechosłowacji każda zagraniczna delegacja musiała przyjechać, by oddać hołd poległym. Obecnie Slavín jest odwiedzany, choć często nieoficjalnie, przez gości z krajów dawnego Związku Radzieckiego.

## Istotne wydarzenia
- W roku 2005 Slavín odwiedził rosyjski prezydent Władimir Putin[2] przy okazji swojej wizyty na Słowacji w ramach spotkania z George’em Bushem, zaś pięć lat później na cmentarzu był jego następca, Dmitrij Miedwiediew[3].
- 4 kwietnia, w dzień rocznicy zdobycia Bratysławy przez Armię Czerwoną, w tym miejscu odbywa się apel honorowy poświęcony pamięci radzieckich żołnierzy. Tradycyjnie w ceremonii udział bierze prezydent Słowacji.

## Slavín dziś
We wszystkich sześciu kwaterach zbiorowych pojawiają się deformacje terenu. Ziemia w grobach na Slavínie się zapada. Zmiany nie są wszakże niebezpieczne, dotyczą raczej kwestii estetycznych. Zwrócono jednocześnie uwagę, że w przyszłości ruchy pod poziomem gruntu mogłyby zagrozić bezpieczeństwu całego obelisku, w związku z czym podziemna część pomnika została odnowiona.

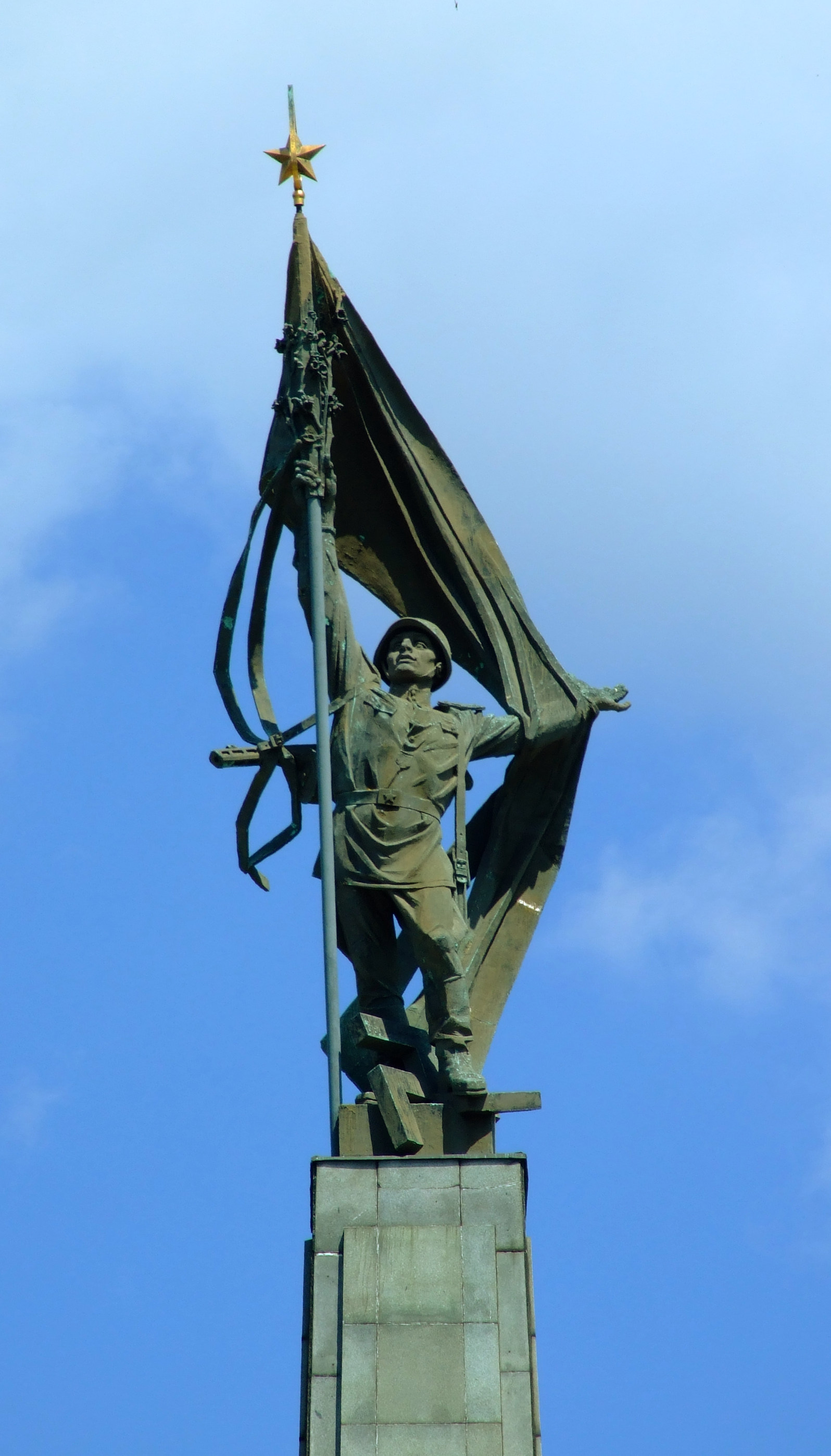
Posąg żołnierza na szczycie obelisku
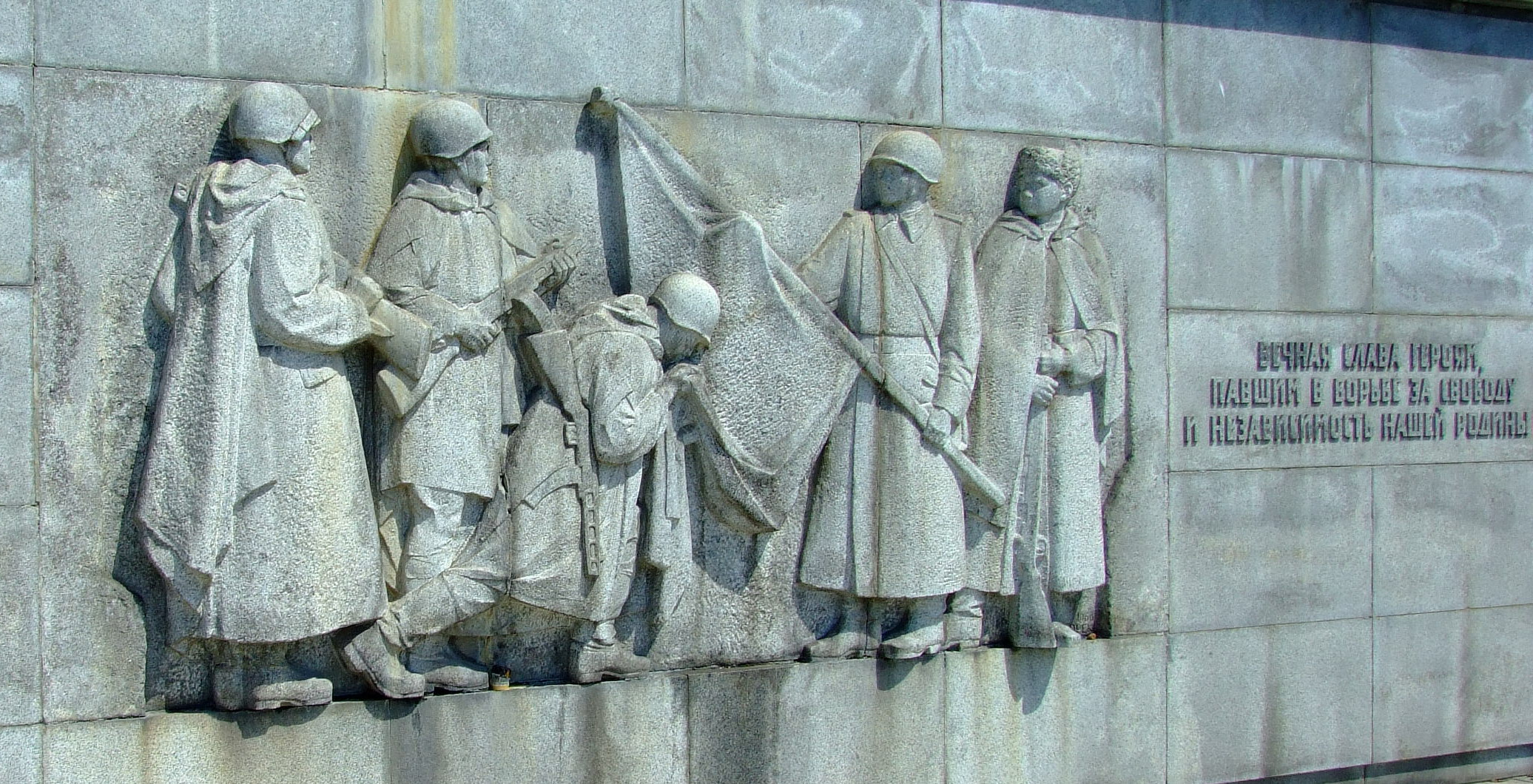
Relief z radzieckimi żołnierzami
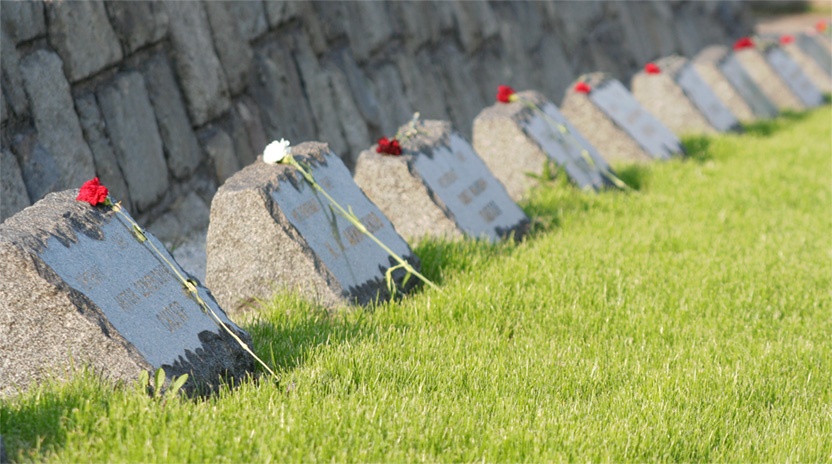
Kwiaty na grobach żołnierzy radzieckich, 4 kwietnia
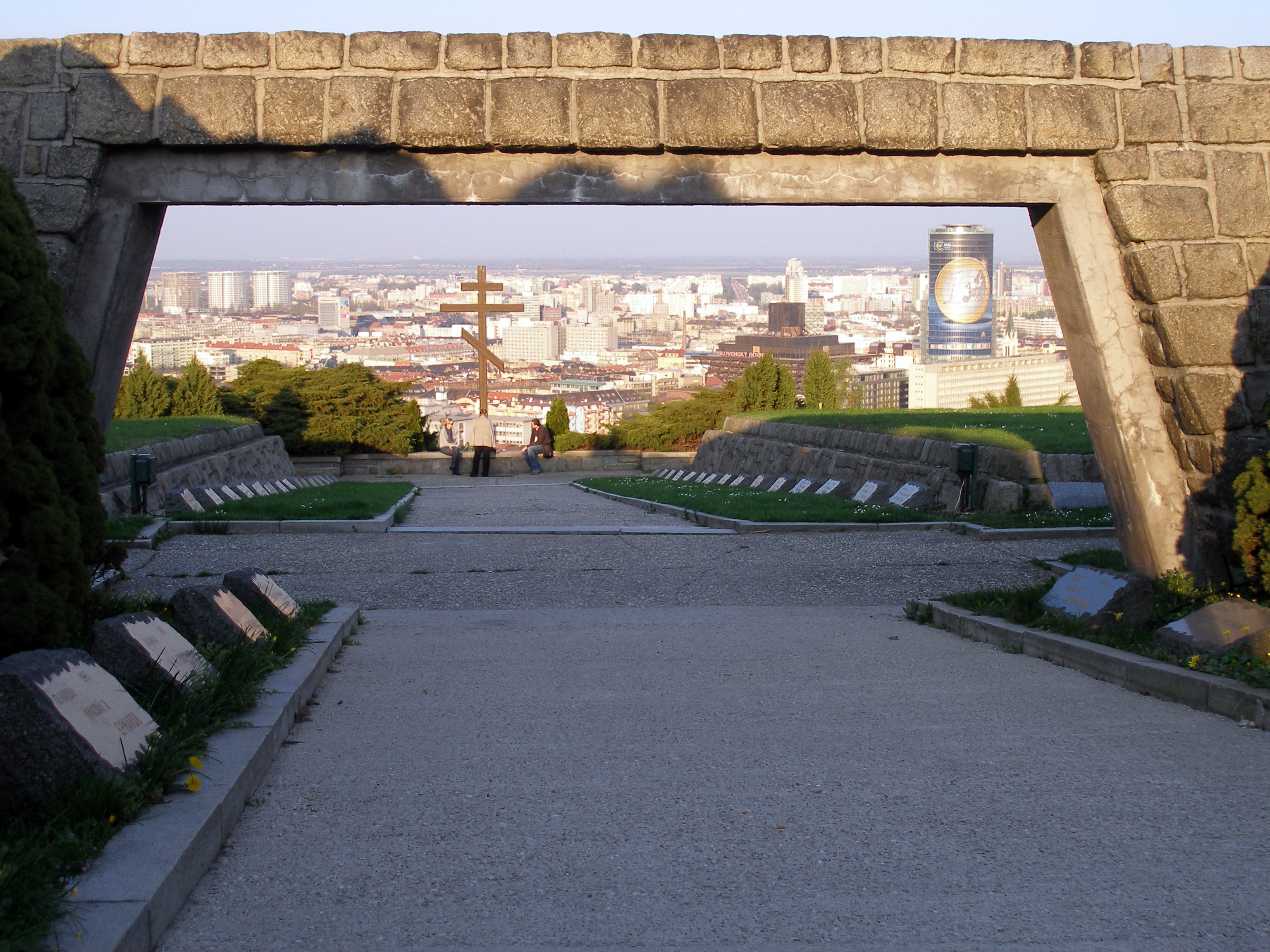
Kwatery żołnierzy radzieckich oraz widok na Bratysławę